# Štoutov
Štoutov (německy Stadthöfen) je malá vesnice, část obce Čichalov v okrese Karlovy Vary v Karlovarském kraji. Nachází se asi 1,5 kilometru východně od Čichalova. V roce 2011 zde trvale žilo dvanáct obyvatel.
Štoutov je také název katastrálního území o rozloze 2,53 km².

## Historie
První písemná zmínka o vesnici pochází z roku 1428.

## Obyvatelstvo
Při sčítání lidu v roce 1921 zde žilo 102 obyvatel (z toho 45 mužů) německé národnosti a římskokatolického vyznání. Podle sčítání lidu z roku 1930 měla vesnice 108 obyvatel německé národnosti, kteří se kromě jednoho člověka bez vyznání hlásili k římskokatolické církvi.
|                                                                   | 1869 | 1880 | 1890 | 1900 | 1910 | 1921 | 1930 | 1950 | 1961 | 1970 | 1980 | 1991 | 2001 | 2011 | 2021 |
| ----------------------------------------------------------------- | ---- | ---- | ---- | ---- | ---- | ---- | ---- | ---- | ---- | ---- | ---- | ---- | ---- | ---- | ---- |
| Obyvatelé                                                         | 106  | 112  | 105  | 111  | 131  | 102  | 108  | 57   | 35   | 26   | 14   | 7    | 11   | 12   | 8    |
| Domy                                                              | 15   | 16   | 16   | 17   | 18   | 19   | 18   | 15   | —    | 8    | 6    | 6    | 7    | 7    | 8    |
| Počet domů z roku 1961 je zahrnut v domech místní části Čichalov. |      |      |      |      |      |      |      |      |      |      |      |      |      |      |      |

## Obecní správa
Při sčítání lidu v letech 1869–1950 Štoutov byl samostatnou obcí, se kterým patřil nejprve do okresu Žlutice, ale v roce 1950 v okrese Toužim. V letech 1961–1975 byl jako část obce Čichalov v okrese Karlovy Vary, ale od 1. července 1975 do 28. února 1990 k Žluticím a od 1. března 1990 znovu k Čichalovu. V roce 1950 k obci patřil Kovářov.

## Pamětihodnosti
- Kříž
- Kaple svatého Jana Nepomuckého